# Lillehammer Triple
Lillehammer Triple – turniej w skokach narciarskich rozgrywany w ramach Pucharu Świata kobiet od sezonu 2017/2018.
Turniej składa się z trzech konkursów indywidualnych na kompleksie skoczni Lysgårdsbakken. Dwa z nich są rozgrywane na skoczni normalnej, a ostatni z udziałem trzydziestu najlepszych zawodniczek na skoczni dużej. Zwyciężczynią klasyfikacji generalnej jest ta zawodniczka, która łącznie zdobędzie największą liczbę punktów we wszystkich trzech konkursach.
Dla zwycięzcy turnieju przewidziana nagroda to kwota w wysokości 10.000 €.

## Skocznie
| Zdjęcie | Nazwa skoczni  | Miejscowość | K     | HS      | Rekord skoczni | Rekord skoczni | Rekord skoczni |
| Zdjęcie | Nazwa skoczni  | Miejscowość | K     | HS      | Odległość      | Rekordzistka   | Data           |
| ------- | -------------- | ----------- | ----- | ------- | -------------- | -------------- | -------------- |
|         | Lysgårdsbakken | Lillehammer | K90   | HS98    | 104,5 m        | Ema Klinec     | 07.12.2013     |
| K123    | Lysgårdsbakken | Lillehammer | HS140 | 141,5 m | Maren Lundby   | 11.03.2019     |                |

## Podium klasyfikacji generalnej Lillehammer Triple chronologicznie
| Lp. | Edycja | Sezon     | 1. miejsce        | 2. miejsce       | 3. miejsce     |
| --- | ------ | --------- | ----------------- | ---------------- | -------------- |
| 1   | 2017   | 2017/2018 | Katharina Althaus | Maren Lundby     | Sara Takanashi |
| 2   | 2018   | 2018/2019 | Katharina Althaus | Juliane Seyfarth | Ramona Straub  |